# Жовтневий район (Сумська округа)
Жовтне́вий райо́н — колишній район Сумської округи.

## Історія
Утворений як Сироватський район 7 березня 1923 року з центром у селі Нижня Сироватка у складі Сумської округи Харківської губернії з Нижньо-Сироватської, Верхньо-Сироватської і Велико-Бобрицької волостей.
У 1924 році Сироватський район було перейменовано на Жовтневий. Рішення про перейменування затверджено постановою Президії Центральної адміністративно-територіальної комісії 2 січня 1926 року.
Ліквідований 3 лютого 1931 року, територія приєднана до Краснопільського району, хоча згідно з постановою мало бути навпаки.